# Pandemia de gripe A de 2009 na Ásia
A pandemia de gripe A de 2009 na Ásia, se iniciou  no dia 28 de abril do mesmo ano quando Israel foi o primeiro país afetado.
Esta pandemia afetou, até o dia 7 de maio de 2010 (data da última atualização), a 48 dos 50 países asiáticos, dos quais 41 confirmaram mortes. De todos os países asiáticos afetados, a China tem a maior quantidade de casos confirmados, e a Índia tem a maior quantidade de mortes. Os únicos que não registraram casos são: Turcomenistão e Uzbequistão.

## Países com casos confirmados

### Afeganistão
O vírus da influenza A (H1N1) entrou no Afeganistão no dia 8 de julho de 2009. Este foi o 36º país em registrar casos de gripe A no continente asiático.
Até o dia 7 de maio de 2010 (data da última atualização), o Afeganistão registrou 853 casos e 17 mortes pela gripe A (H1N1).

### Arábia Saudita
O vírus da influenza A (H1N1) entrou na Arábia Saudita no dia 3 de junho de 2009. Este foi o 20º país em registrar casos de gripe A no continente asiático.
No dia 3 de junho confirmou-se o primeiro caso neste país do Oriente Médio. Quase dois meses depois (27 de julho), o Ministério da Saúde confirmou a primeira vítima morta pela doença: um homem de trinta anos, internado num hospital da cidade de Damam, no leste da Arábia Saudita.
A Arábia Saudita reportou a segunda morte causada pela gripe A (H1N1), disse no dia 30 de julho o Ministério da Saúde. A vítima foi uma mujer indonésia de 28 anos de idade, que foi internada no dia 27 de julho no hospital central Damman (disse o Ministério).
Até o dia 7 de maio de 2010 (data da última atualização), a Arábia Saudita confirmou 14.500 casos e 128 mortes pela gripe A (H1N1).

### Armênia
O vírus da influenza A (H1N1) entrou na Arménia no dia 8 de novembro de 2009. Este foi o 47º país em registrar casos de gripe A no continente asiático.
Até o dia 7 de maio de 2010 (data da última atualização), a Armênia registrou 119 casos e 3 mortes pela gripe A (H1N1).

### Azerbaijão
O vírus da influenza A (H1N1) entrou no Azerbaijão no dia 30 de julho de 2009. Este foi o 40º país em registrar casos de gripe A no continente asiático.
No dia 27 de abril, o Azerbaijão proibiu a importação de produtos pecuários das Américas. Segundo o Chefe do Serviço Veterinário Estadual (do Ministério de Agricultura), Ismayil Hasanov, os produtos que vêm ao país desde o dia 27 de abril receberam certificados que confirmavam que os mesmos eram seguros. A Azerbaijan Airlines tomou medidas de segurança adicionais e uma unidade de quarentena sanitária do Ministério da Saúde. Depois o Aeroporto Internacional Heydar Aliyev começou a funcionar com todos os aviões e passageiros comprovados antes de cada voo.
O Ministro de Saúde do Azerbaijão, Ogtay Shiraliyev, disse que a ordem preparada por ele para a realização de medidas necessárias em centros médicos epidemiológicos e outros, é considerada muito boa. "Azerbaijão já está pronto para esta pandemia", disse ele. Segundo o Ministro da Agricultura, Ismat Abbasov, o Servicio Veterinário Estadual colocou aos porcos em currais dentro das granjas. Abbasov também disse: "Eu posso dizer com toda responsabilidade que a situação preventiva contra o vírus da gripe A é estável no Azerbaijão'.
No dia 2 de maio, todos os pontos de controle fronteiriços com a Rússia começaram a pôr "barreiras" de desinfecção tanto para os carros como para os pedestres. Os serviços veterinários nos pontos de controle intensificaram as suas atividades.
Até o dia 7 de maio de 2010 (data da última atualização), o Azerbaijão confirmou 14 casos da gripe A (H1N1).

### Bahrein
O vírus da influenza A (H1N1) entrou no Bahrein no dia 25 de maio de 2009. Este foi o 14º país em registrar casos de gripe A no continente asiático.
Até o dia 7 de maio de 2010 (data da última atualização), o Bahrein registrou 1.325 casos e 8 mortes pela gripe A (H1N1).

### Bangladesh
O vírus da influenza A (H1N1) entrou no Bangladesh no dia 19 de junho de 2009. Este foi o 27º país em registrar casos de gripe A no continente asiático.
Foi anunciado no dia 29 de abril de 2009 pelo Ministro da Saúde de Bangladesh, Ruhal Haque, que o controle de viajeiros internacionais entrantes começaria no principal aeroporto internacional do país. Depois de uma reunião interministerial sobre a gripe A, Haque disse à imprensa que aqueles viajeiros (em particular) que vierem dos países afetados serão examinados no Aeroporto Internacional Zia, na capital Dhaka. Um ciudadão bangladeshiano, que voltou dos Estados Unidos, foi diagnosticado como portador do vírus no dia 19 de junho, sendo este o primeiro caso confirmado no país.
Até o dia 7 de maio de 2010 (data da última atualização), o Bangladesh confirmou 818 casos e 6 mortes pela gripe A (H1N1).

### Brunei
O vírus da influenza A (H1N1) entrou no Brunei no dia 21 de junho de 2009. Este foi o 28º país em registrar casos de gripe A no continente asiático.
Até o dia 7 de maio de 2010 (data da última atualização), o Brunei registrou 971 casos e duas mortes pela gripe A (H1N1).

### Butão
O vírus da influenza A (H1N1) entrou no Butão no dia 23 de julho de 2009. Este foi o 38º país em registrar casos de gripe A no continente asiático.
Até o dia 7 de maio de 2010 (data da última atualização), o Butão registrou 16 casos de gripe A (H1N1).

### Camboja
O vírus da influenza A (H1N1) entrou no Camboja no dia 24 de junho de 2009. Este foi o 30º país em registrar casos de gripe A no continente asiático.
As autoridades de saúde do Camboja permaneceram em alerta mas confiadas em que o país foi devidamente preparado para una pandemia de gripe. Apesar de que a "gripe suína" não se transmite através de produtos suínos, a Associação Raiser de porcos do Camboja pediu ao governo a proibição das importações de porcos vivos. Mas Khlauk Chuon, diretor do "Camcontrol" (afiliado ao Ministério do Comércio), disse que eles proibiriam somente as importações de porcos vivos desde os países que se contagiaram con a pandemia de gripe A (H1N1).
Até o dia 7 de maio de 2010 (data da última atualização), o Camboja confirmou 531 casos e 6 mortes pela gripe A (H1N1).

### Cazaquistão
O vírus da influenza A (H1N1) entrou no Cazaquistão no dia 23 de julho de 2009. Este foi o 39º país em registrar casos de gripe A no continente asiático.
Até o dia 7 de maio de 2010 (data da última atualização), o Cazaquistão registrou 17 casos de gripe A (H1N1).

### China
O vírus da influenza A (H1N1) entrou na China no dia 10 de maio de 2009. Este foi o segundo país em registrar casos de gripe A no continente asiático.
No dia 11 de maio a China confirmou que um estudante de 30 anos, que voltou dos Estados Unidos, foi contaminado pela gripe A (H1N1). Foi o primeiro caso confirmado no país mais populoso do mundo. O paciente, que teve apenas o sobrenome (Bao) revelado, estava estudando na Universidade de Missouri, nos Estados Unidos.
Até o dia 7 de maio de 2010 (data da última atualização), a China (sem incluir a Hong Kong e Macau) confirmou 120.940 casos e 800 mortes pela gripe A (H1N1).

### Chipre
O vírus da influenza A (H1N1) entrou no Chipre no dia 30 de maio de 2009. Este foi o 16º país em registrar casos de gripe A no continente asiático.
Até o dia 7 de maio de 2010 (data da última atualização), o Chipre registrou 297 casos e 10 mortes pela gripe A (H1N1).

### Coreia do Norte
O vírus da influenza A (H1N1) entrou na Coreia do Norte no dia 16 de novembro de 2009. Este foi o 48º país em registrar casos de gripe A no continente asiático.
Até o dia 7 de maio de 2010 (data da última atualização), a Coreia do Norte registrou 27 casos e 10 mortes pela gripe A (H1N1).

### Coreia do Sul
O vírus da influenza A (H1N1) entrou na Coreia do Sul no dia 2 de maio de 2009. Este foi o terceiro país em registrar casos de gripe A no continente asiático.
No dia 5 de Maio Autoridades sanitárias sul-coreanas confirmaram o segundo caso da gripe suína no país, o primeiro provavelmente causado por contágio humano. A doente era uma freira de 44 anos que vivia com o primeiro paciente confirmado com o novo vírus, e que não viajou para nenhum dos países afetados, informou o Ministério da Saúde sul-coreano.
Até o dia 7 de maio de 2010 (data da última atualização), a Coreia do Sul confirmou 107.939 casos e 250 mortes pela gripe A (H1N1).

### Emirados Árabes Unidos
O vírus da influenza A (H1N1) entrou nos Emirados Árabes Unidos no dia 24 de maio de 2009. Este foi o 13º país em registrar casos de gripe A no continente asiático.
Até o dia 7 de maio de 2010 (data da última atualização), os Emirados Árabes Unidos registraram 125 casos e 6 mortes pela gripe A (H1N1).

### Filipinas
O vírus da influenza A (H1N1) entrou nas Filipinas no dia 21 de maio de 2009. Este foi o 10º país em registrar casos de gripe A no continente asiático.
Até o dia 7 de maio de 2010 (data da última atualização), as Filipinas registraram 5.212 casos e 32 mortes pela gripe A (H1N1).

### Geórgia
O vírus da influenza A (H1N1) entrou na Geórgia no dia 19 de julho de 2009. Este foi o 37º país em registrar casos de gripe A no continente asiático.
Até o dia 7 de maio de 2010 (data da última atualização), a Geórgia registrou 1.300 casos e 33 mortes pela gripe A (H1N1).

### Hong Kong
O vírus da influenza A (H1N1) entrou em Hong Kong no dia 1 de maio de 2009. Este foi o primeiro território (dependência) em registrar casos de gripe A no continente asiático.
No dia 26 de abril de 2009, Hong Kong informou aos seus habitantes para não viajar ao México (só se for absolutamente preciso). O primeiro caso reportado foi o de um mexicano que voou desde Xangai. O caso mais recente (o décimo) encontrou-se em uma pessoa estadunidense de 56 anos, que tinha voado desde São Francisco. Hong Kong também intensificou o nível de alerta que ativa as medidas de proteção sanitária em todos os portos de entrada de Hong Kong. Como medida de prevenção, utilizam-se máquinas para tomar a temperatura em todos os postos de controle para identificar passageiros com febre e sintomas respiratórios. Os passageiros que tiverem temperatura elevada e febre, entrarão em quarentena e serão enviados aos hospitais públicos para outras investigações. Hong Kong também se converteu em um dos primeiros países em declarar a gripe suína como uma enfermidade de declaração obrigatória, e grande parte dos procedimentos em contra da propagação da gripe suína foram aprendidos do surto de SRAS de 2003, da qual Hong Kong foi o epicentro.
O Secretário para a Alimentação e a Saúde, Dr. York Chow, disse que se dará atenção especializada aos passageiros que venham de países onde a infecção humana tem casos confirmados.
Até o 30 de abril, de acordo ao Governo de Hong Kong, não existia nenhum caso humano confirmado da gripe A (H1N1). Houve 9 pacientes que cumpriam os critérios de informação designado, dos quais 8 resultaram negativos para a gripe A (H1N1).
Mas no dia 1 de Maio, o governo de Hong Kong confirmou o primeiro caso da gripe H1N1 em um viajante mexicano. Segundo autoridades locais, o mexicano viajou em um voo do México para Hong Kong, com escala em Xangai.
Até o dia 7 de maio de 2010 (data da última atualização), o Hong Kong confirmou 33.109 casos e 80 mortes pela gripe A (H1N1).

### Iêmen
O vírus da influenza A (H1N1) entrou no Iêmen no dia 16 de junho de 2009. Este foi o 24º país em registrar casos de gripe A no continente asiático.
Até o dia 7 de maio de 2010 (data da última atualização), o Iêmen registrou 5.038 casos e 31 mortes pela gripe A (H1N1).

### Índia
O vírus da influenza A (H1N1) entrou na Índia no dia 16 de maio de 2009. Este foi o 7º país em registrar casos de gripe A no continente asiático.
Até o dia 7 de maio de 2010 (data da última atualização), a Índia registrou 29.599 casos e 1.501 mortes pela gripe A (H1N1).

### Indonésia
O vírus da influenza A (H1N1) entrou na Indonésia no dia 24 de junho de 2009. Este foi o 31º país em registrar casos de gripe A no continente asiático.
Até o dia 7 de maio de 2010 (data da última atualização), a Indonésia registrou 1.098 casos e 10 mortes pela gripe A (H1N1).

### Irã
O vírus da influenza A (H1N1) entrou no Irão no dia 22 de junho de 2009. Este foi o 29º país em registrar casos de gripe A no continente asiático.
Até o dia 7 de maio de 2010 (data da última atualização), o Irã (Irão) registrou 3.672 casos e 147 mortes pela gripe A (H1N1).

### Iraque
O vírus da influenza A (H1N1) entrou no Iraque no dia 24 de junho de 2009. Este foi o 32º país em registrar casos de gripe A no continente asiático.
Até o dia 7 de maio de 2010 (data da última atualização), o Iraque registrou 2.880 casos e 42 mortes pela gripe A (H1N1).

### Israel
O vírus da influenza A (H1N1) entrou em Israel no dia 28 de abril de 2009. Este foi o primeiro país em registrar casos de gripe A no continente asiático.
No dia 2 de Maio, O Ministério da Saúde de Israel confirmou o terceiro caso de gripe suína no país: um homem de 34 anos que viajou ao México. O paciente ficou internado em um hospital de Tel Aviv junto com a esposa, e posteriormente colocados em quarentena enquanto os responsáveis do hospital explicaram que os dois estavam em bom estado de saúde.
Israel nomeou a pandemia de influenza mexicana, designação que teve forte impacto de preconceito para os mexicanos em outros países. Mas o governo israelense proibiu aos judeus e muçulmanos de chamar à pandemia de gripe mexicana, para evitar conflitos severos com o governo mexicano.
Até o dia 7 de maio de 2010 (data da última atualização), o Israel registrou 4.330 casos e 94 mortes pela gripe A (H1N1).

### Japão
O vírus da influenza A (H1N1) entrou no Japão no dia 8 de maio de 2009. Este foi o 4º país em registrar casos de gripe A no continente asiático.
No dia 9 de maio O Japão confirmou os três primeiros casos da nova gripe no país, segundo o Ministério da Saúde. Os três pacientes voltaram de Detroit, nos Estados Unidos. Eles foram diagnosticados no aeroporto de Narita, em Tóquio.
Até o dia 7 de maio de 2010 (data da última atualização), o Japão confirmou 157.626 casos e 198 mortes pela gripe A (H1N1).

### Jordânia
O vírus da influenza A (H1N1) entrou na Jordânia no dia 16 de junho de 2009. Este foi o 21º país em registrar casos de gripe A no continente asiático.
Até o dia 7 de maio de 2010 (data da última atualização), a Jordânia registrou 3.033 casos e 19 mortes pela gripe A (H1N1).

### Kuwait
O vírus da influenza A (H1N1) entrou no Kuwait no dia 23 de maio de 2009. Este foi o 12º país em registrar casos de gripe A no continente asiático.
No dia 23 de maio, registraram-se pelo menos 18 casos da gripe A (H1N1) em Kuwait, nos quais estavam soldados estadunidenses. Os soldados receberam tratamento numa base militar estadunidense, e alguns abandonaram o país. A embaixada dos Estados Unidos indicou que se confirmaram "de maneira provisória" alguns casos, mas não deu detalhes. Assegurou também que os soldados não tiveram contato algum com a população de Kuwait.
Até o dia 7 de maio de 2010 (data da última atualização), o Kuwait confirmou 8.669 casos e 30 mortes pela gripe A (H1N1).

### Laos
O vírus da influenza A (H1N1) entrou em Laos no dia 18 de junho de 2009. Este foi o 26º país em registrar casos de gripe A no continente asiático.
Até o dia 7 de maio de 2010 (data da última atualização), Laos registrou 242 casos e uma morte pela gripe A (H1N1).

### Líbano
O vírus da influenza A (H1N1) entrou no Líbano no dia 30 de maio de 2009. Este foi o 17º país em registrar casos de gripe A no continente asiático.
Três casos da gripe suína foram diagnosticados no Líbano: a primeira foi anunciada no sábado 30 de maio pelo ministro da Saúde Mohammad Jawad Khalifeh. "Um homem libanês que esteve na Espanha, e duas canadenses que chegaram ao Líbano há uma semana, estão sofrendo por causa da gripe suína", disse à AFP Khalifeh. "Estão agora em quarentena, e as amostras de sangue que nós tomamos todos os dias demonstraram ser positivos." O homem libanês e as duas canadenses (uma mulher e sua filha) estão com o tratamento médico adequado atualmente. Numa conferência de imprensa, o ministro da saúde disse que o homem era parte dum grupo de 22 libaneses que tinham estado assistindo a um seminário de formação na Espanha; um instituto onde a doença se detectou mais tarde. "Isso nos levou a revisar a saúde de todos os passageiros a bordo do avião em que o grupo voltava, e detectou-se um caso", disse Khalifeh. "Vamos ter que tomar medidas adicionais" -continuou dizendo- "e vamos tomar mais precauções no aeroporto." Por último, ele disse que as autoridades sanitárias podem utilizar scanners térmicos nos aeroportos para detectar passageiros com febre. "A situação está sob controle", disse.
O Ministro da Saúde libanês, Mohammad Khalifeh, exortou aos cidadãos a deixar o hábito de cumprimentar com beijos. Também pediu que os escolares afetados se mantenham nas suas casas, e que a viagem aos países nos que se confirmaram casos devem ser evitados. Beirute, a capital libanesa, também proibiu a importação de carne de porco.
Até o dia 7 de maio de 2010 (data da última atualização), o Líbano registrou 1.838 casos da gripe A (H1N1), e 5 mortes.

### Macau
O vírus da influenza A (H1N1) entrou em Macau no dia 18 de junho de 2009. Este foi o segundo território (dependência) em registrar casos de gripe A no continente asiático.
Até o dia 7 de maio de 2010 (data da última atualização), Macau registrou 2.625 casos e duas mortes pela gripe A (H1N1).

### Malásia
O vírus da influenza A (H1N1) entrou na Málasia no dia 15 de maio de 2009. Este foi o 6º país em registrar casos de gripe A no continente asiático.
Segundo o Ministério da Saúde da Malásia (liderada por Liow Tiong Lai), exames de saúde foram levados a cabo a partir do 17 de abril nos passageiros que viajam para e desde o México por vias terrestres, marítimas e aéreas. O Ministério da Saúde ativou a sua sala de operações para supervisionar a situação da gripe suína, apoiado por médicos conhecedores do tratamento de casos com sintomas da doença tipo influenza ou pneumonia grave. Como vários países da Ásia fizeram, scanners térmicos instalaram-se nos pontos de entrada do Aeroporto Internacional de Kuala Lumpur (KLIA) após o início da alerta mundial sobre a gripe. Também se impuseram na fronteira com a Tailândia a finais de abril. Foram assinalados vários quartos em 28 hospitais para quarentenas, e o país conta com mais de 2 milhões de doses de Tamiflu (Oseltamivir) a partir de maio de 2009.
O país não tinha informado a existência de casos suspeitos antes do dia 4 de maio de 2009, porque todos os casos deram resultados negativos entre o 4 e o 15 de maio. No dia 15 de maio, o Ministério da Saúde da Malásia confirmou o primeiro caso da gripe A (H1N1) em uma pessoa de 21 anos de idade, estudante que tinha chegado ao aeroporto da capital no dia 13 de maio através dum voo da Malaysia Airlines (MH091) proveniente de Newark, Nova Jerséi, EUA, e com destino a Estocolmo (Aeroporto de Arlanda). Depois um segundo caso foi confirmado no dia 16 de maio: o de uma estudante que compartilhou o mesmo voo com a primeira vítima, abordando os dois um voo da AirAsia (AK5358) desde Kuala Lumpur, com escala no aeroporto internacional de Penang, ubicado em George Town, Pulau Pinang, MALÁSIA. Isto fez que a Malásia se convertesse no 36º país em detectar a gripe A (H1N1) dentro das suas fronteiras.
A primeira vítima foi levada a quarentena no Hospital Warded Sungai Buloh, enquanto que na casa da segunda vítima foram feitos exames em dois dos amigos que embarcaram o mesmo voo, junto com os membros das suas respetivas famílias. A todos os passageiros dos voos também pediu-se-lhes ficar em contato com o Ministério da Saúde, ou com o encarregado de qualquer hospital, clínica, ou escritório de saúde. Já que a primeira vítima foi detectada, a utilização de scanners térmicos revelam não ser totalmente eficazes para a detecção dos sintomas da gripe. Ainda assim, o Ministério da Saúde voltará a usar os scanners "nevetheless".
Em resposta ao primeiro caso da gripe A (H1N1) do país, o ministério da Saúde instou para a calma à população, dizendo-lhe que "a situação está sob controle", e que "o ministério adotou todas as medidas de prevenção possíveis para controlar e conter a enfermidade". Além do mais, nas escolas emitiram-se rigorosos procedimentos de higiene no dia 16 de maio, para conter qualquer surto de H1N1 entre os estudantes e professores.
Até o dia 7 de maio de 2010 (data da última atualização), a Malásia registrou 12.210 e 82 mortes pela gripe A (H1N1).

### Maldivas
O vírus da influenza A (H1N1) entrou nas Maldivas no dia 24 de julho de 2009. Este foi o 40º país em registrar casos de gripe A no continente asiático.
Até o dia 7 de maio de 2010 (data da última atualização), as Maldivas registraram 35 casos e uma morte pela gripe A (H1N1).

### Mongólia
O vírus da influenza A (H1N1) entrou na Mongólia no dia 13 de outubro de 2009. Este foi o 46º país em registrar casos de gripe A no continente asiático.
Até o dia 7 de maio de 2010 (data da última atualização), a Mongólia registrou 1.259 casos e 30 mortes pela gripe A (H1N1).

### Myanmar
O vírus da influenza A (H1N1) entrou no Myanmar (Birmânia) no dia 27 de junho de 2009. Este foi o 33º país em registrar casos de gripe A no continente asiático.
Até o dia 7 de maio de 2010 (data da última atualização), o Myanmar registrou 137 casos de gripe A (H1N1).

### Nepal
O vírus da influenza A (H1N1) entrou no Nepal no dia 29 de junho de 2009. Este foi o 34º país em registrar casos de gripe A no continente asiático.
Até o dia 7 de maio de 2010 (data da última atualização), o Nepal registrou 172 casos e 3 mortes pela gripe A (H1N1).

### Omã
O vírus da influenza A (H1N1) entrou em Omã no dia 3 de junho de 2009. Este foi o 20º país em registrar casos de gripe A no continente asiático.
Até o dia 7 de maio de 2010 (data da última atualização), o Omã registrou 6.349 casos e 33 mortes pela gripe A (H1N1).

### Paquistão
O vírus da influenza A (H1N1) entrou no Paquistão no dia 3 de agosto de 2009. Este foi o 42º país em registrar casos de gripe A no continente asiático.
Até o dia 7 de maio de 2010 (data da última atualização), o Paquistão registrou 253 casos e 25 mortes pela gripe A (H1N1).

### Palestina
O vírus da influenza A (H1N1) entrou na Palestina no dia 11 de junho de 2009. Este foi o 20º país em registrar casos de gripe A no continente asiático.
Até o dia 7 de maio de 2010 (data da última atualização), a Palestina registrou 1.676 casos e 43 mortes pela gripe A (H1N1).

### Qatar
O vírus da influenza A (H1N1) entrou no Qatar no dia 16 de junho de 2009. Este foi o 22º país em registrar casos de gripe A no continente asiático.
Até o dia 7 de maio de 2010 (data da última atualização), o Qatar registrou 550 casos e 10 mortes pela gripe A (H1N1).

### Quirguistão
O vírus da influenza A (H1N1) entrou no Quirguistão no dia 24 de agosto de 2009. Este foi o 44º país em registrar casos de gripe A no continente asiático.
Até o dia 7 de maio de 2010 (data da última atualização), o Quirguistão registrou 61 casos de gripe A (H1N1).

### Singapura
O vírus da influenza A (H1N1) entrou em Singapura no dia 27 de maio de 2009. Este foi o 15º país em registrar casos de gripe A no continente asiático.
No dia 27 de maio de 2009, a Singapura confirmou o seu primeiro caso da gripe A (H1N1). A paciente, de 22 anos de idade, encontra-se atualmente em tratamento no Centro de Enfermidades Transmissíveis no Hospital Tan Tock Seng (TTSH), e agora passa bem. Foi a Nova Iorque do 14 ao 24 de maio, e voltou à Singapura no dia 26 de maio. Ela começou a desenvolver uma tosse a bordo do avião. Depois consultou a um médico que decidiu levá-la ao TTSH através duma ambulância 993. De imediato foi submetida ao exame. A confirmação do laboratório da infecção se fez antes da meia-noite do dia 26 de maio.
No dia 28 de maio se confirmaram 3 casos mais às 21:00, hora local (UTC+8). Todos os pacientes tinham viajado aos Estados Unidos.
O segundo caso confirmado é outra pessoa de 28 anos de idade que retornou à Singapura desde Chicago, com escala em Hong Kong, no dia 25 de maio. Voltou num voo da United Airlines. O seu mal-estar começou no mesmo 25 de maio.
O terceiro caso confirmado é uma pessoa de 43 anos de idade que regressou à Singapura desde São Francisco, com escala em Manila, na terça-feira 26 de maio. Voltou num voo da Singapur Airlines, e começou a se sentir mal a bordo.
O quarto caso confirmado é uma mulher de 28 anos de idade, de origem estadunidense, que trabalha na Singapura. Voltou à Singapura desde Honolulu, com escala em Tóquio, na terça-feira 26 de maio, num voo da United Airlines. Ela ficou mal no mesmo dia (26 de maio).
O quinto caso confirmado é uma mulher de 22 anos de idade que voltou à Singapura desde Nova Iorque, com escala em Tóquio, ao redor das 11:30 (UTC+8) da sexta-feira 29 de maio. Arribou num voo da All Nippon Airways. Ela ficou mal ao dia seguinte (sábado 30 de maio).
A partir do dia 3 de junho de 2009, o Sistema de Resposta em caso de surtos de enfermidades encontra-se em alerta amarela. A partir do mesmo 3 de junho de 2009, 65 casos foram investigados até agora. 11 casos resultaram ser positivos para a gripe A (H1N1), 44 casos resultaram negativos, e 10 resultaram positivos para uma gripe sazonal habitual. A partir do dia 3 de junho de 2009, há 11 casos confirmados da gripe A (H1N1) na Singapura.
O Ministro da Saúde da Singapura, Khaw Boon Wan, instou aos cidadãos a ter cuidado com as viagens às zonas afetadas. Se a viagem for inevitável, aconselha-se ao público a tomar medidas de prevenção (tais como manter altos padrões de higiene pessoal em todo momento, e outros).
Até o dia 7 de maio de 2010 (data da última atualização), a Singapura registrou 1.217 casos da gripe A (H1N1), e 21 mortes.

### Síria
O vírus da influenza A (H1N1) entrou em Laos no dia 4 de julho de 2009. Este foi o 35º país em registrar casos de gripe A no continente asiático.
Até o dia 7 de maio de 2010 (data da última atualização), a Síria registrou 452 casos e 152 mortes pela gripe A (H1N1).

### Sri Lanka
O vírus da influenza A (H1N1) entrou em Sri Lanka no dia 16 de junho de 2009. Este foi o 23º país em registrar casos de gripe A no continente asiático.
Até o dia 7 de maio de 2010 (data da última atualização), a Sri Lanka registrou 642 casos e 48 mortes pela gripe A (H1N1).

### Tailândia
O vírus da influenza A (H1N1) entrou na Tailândia no dia 12 de maio de 2009. Este foi o 5º país em registrar casos de gripe A no continente asiático.
Até o dia 7 de maio de 2010 (data da última atualização), a Tailândia registrou 31.902 casos e 225 mortes pela gripe A (H1N1).

### Taiwan
O vírus da influenza A (H1N1) entrou na República da China (Taiwan) no dia 19 de maio de 2009. Este foi o 9º país em registrar casos de gripe A no continente asiático.
Até o dia 7 de maio de 2010 (data da última atualização), o Taiwan registrou 5.474 casos e 41 mortes pela gripe A (H1N1).

### Tajiquistão
O vírus da influenza A (H1N1) entrou no Tajiquistão no dia 4 de outubro de 2009. Este foi o 45º país em registrar casos de gripe A no continente asiático.
Até o dia 7 de maio de 2010 (data da última atualização), o Tajiquistão confirmou 16 casos de gripe A (H1N1).

### Timor-Leste
O vírus da influenza A (H1N1) entrou no Timor-Leste no dia 12 de agosto de 2009. Este foi o 43º país em registrar casos de gripe A no continente asiático.
Até o dia 7 de maio de 2010 (data da última atualização), o Timor-Leste confirmou 6 casos de gripe A (H1N1).

### Turquia
O vírus da influenza A (H1N1) entrou na Turquia no dia 16 de maio de 2009. Este foi o 8º país em registrar casos de gripe A no continente asiático.
No dia 16 de maio registram-se os dois primeiros casos do país, quando dois cidadãos turcos vinham dos Estados Unidos.
Até o dia 7 de maio de 2010 (data da última atualização), a Turquia registrou 12.316 casos e 627 mortes pela gripe A (H1N1).

### Vietnã
O vírus da influenza A (H1N1) entrou no Vietnã no dia 30 de maio de 2009. Este foi o 18º país em registrar casos de gripe A no continente asiático.
A partir do 31 de maio de 2009, o Governo do Vietnã anunciou o seu primeiro caso da gripe A (H1N1) no país. É uma estudante de 23 anos de idade, quem voltou recentemente dos Estados Unidos.
Até o dia 7 de maio de 2010 (data da última atualização), o Vietnã registrou 11.186 casos e 58 mortes pela gripe A (H1N1).

## Cronologia
| País ou dependência    | Confirmação do primeiro caso |
| ---------------------- | ---------------------------- |
| Israel                 | 28 de abril de 2009          |
| Hong Kong              | 1 de maio de 2009            |
| Coreia do Sul          | 2 de maio de 2009            |
| Japão                  | 8 de maio de 2009            |
| China                  | 10 de maio de 2009           |
| Tailândia              | 12 de maio de 2009           |
| Malásia                | 15 de maio de 2009           |
| Índia                  | 16 de maio de 2009           |
| Turquia                | 16 de maio de 2009           |
| Taiwan                 | 19 de maio de 2009           |
| Filipinas              | 21 de maio de 2009           |
| Rússia                 | 22 de maio de 2009           |
| Kuwait                 | 23 de maio de 2009           |
| Emirados Árabes Unidos | 24 de maio de 2009           |
| Bahrein                | 25 de maio de 2009           |
| Singapura              | 27 de maio de 2009           |
| Chipre                 | 30 de maio de 2009           |
| Líbano                 | 30 de maio de 2009           |
| Vietname               | 30 de maio de 2009           |
| Arábia Saudita         | 3 de junho de 2009           |
| Palestina              | 11 de junho de 2009          |
| Jordânia               | 16 de junho de 2009          |
| Qatar                  | 16 de junho de 2009          |
| Sri Lanka              | 16 de junho de 2009          |
| Iêmen                  | 16 de junho de 2009          |
| Omã                    | 17 de junho de 2009          |
| Laos                   | 18 de junho de 2009          |
| Macau                  | 18 de junho de 2009          |
| Bangladesh             | 19 de junho de 2009          |
| Brunei                 | 21 de junho de 2009          |
| Irão                   | 22 de junho de 2009          |
| Indonésia              | 24 de junho de 2009          |
| Camboja                | 24 de junho de 2009          |
| Iraque                 | 24 de junho de 2009          |
| Myanmar (Birmânia)     | 27 de junho de 2009          |
| Nepal                  | 29 de junho de 2009          |
| Síria                  | 4 de julho de 2009           |
| Afeganistão            | 8 de julho de 2009           |
| Geórgia                | 19 de julho de 2009          |
| Butão                  | 23 de julho de 2009          |
| Cazaquistão            | 23 de julho de 2009          |
| Maldivas               | 24 de julho de 2009          |
| Azerbaijão             | 30 de julho de 2009          |
| Paquistão              | 3 de agosto de 2009          |
| Timor-Leste            | 12 de agosto de 2009         |
| Quirguistão            | 24 de agosto de 2009         |
| Tajiquistão            | 4 de outubro de 2009         |
| Mongólia               | 13 de outubro de 2009        |
| Armênia                | 8 de novembro de 2009        |
| Coreia do Norte        | 16 de novembro de 2009       |

| País ou dependência    | Confirmação da primeira morte |
| ---------------------- | ----------------------------- |
| Filipinas              | 22 de junho de 2009           |
| Tailândia              | 27 de junho de 2009           |
| Brunei                 | 2 de julho de 2009            |
| Hong Kong              | 10 de julho de 2009           |
| Singapura              | 16 de julho de 2009           |
| Laos                   | 22 de julho de 2009           |
| Malásia                | 23 de julho de 2009           |
| Indonésia              | 26 de julho de 2009           |
| Israel                 | 27 de julho de 2009           |
| Arábia Saudita         | 27 de julho de 2009           |
| Líbano                 | 4 de setembro de 2009         |
| Taiwan                 | 30 de julho de 2009           |
| Qatar                  | 31 de julho de 2009           |
| Índia                  | 2 de agosto de 2009           |
| Vietname               | 4 de agosto de 2009           |
| Irã                    | 5 de agosto de 2009           |
| Palestina              | 7 de agosto de 2009           |
| Iraque                 | 9 de agosto de 2009           |
| Coreia do Sul          | 15 de agosto de 2009          |
| Japão                  | 15 de agosto de 2009          |
| Iêmen                  | 18 de agosto de 2009          |
| Emirados Árabes Unidos | 20 de agosto de 2009          |
| Omã                    | 21 de agosto de 2009          |
| Síria                  | 26 de agosto de 2009          |
| Bangladesh             | 29 de agosto de 2009          |
| Bahrein                | 31 de agosto de 2009          |
| Macau                  | 2 de setembro de 2009         |
| Camboja                | 28 de setembro de 2009        |
| China                  | 6 de outubro de 2009          |
| Jordânia               | 13 de outubro de 2009         |
| Mongólia               | 23 de outubro de 2009         |
| Turquia                | 24 de outubro de 2009         |
| Rússia                 | 27 de outubro de 2009         |
| Afeganistão            | 29 de outubro de 2009         |
| Paquistão              | 7 de novembro de 2009         |
| Azerbaijão             | 12 de novembro de 2009        |
| Chipre                 | 13 de novembro de 2009        |
| Maldivas               | 18 de novembro de 2009        |
| Coreia do Norte        | 7 de dezembro de 2009         |
| Armênia                | 13 de dezembro de 2009        |
| Geórgia                | 14 de dezembro de 2009        |
| Nepal                  | 27 de dezembro de 2009        |